# Carex yulungshanensis
Carex yulungshanensis là một loài thực vật có hoa trong họ Cói. Loài này được P.C.Li mô tả khoa học đầu tiên năm 1990.